# Margaret Rayner
Margaret Rayner   (Tamworth, 21 d'agost de 1929 - Oxford, 31 de maig de 2019) va ser una matemàtica anglesa.

## Vida i Obra
Rayner va néixer en una família de pagesos que treballaven prop de Stratford-upon-Avon. Va estudiar al Westfield College de la universitat de Londres on es va graduar el 1953. A partir d'aquesta data i fins a la seva jubilació el 1989 va ser professora i tutora al St. Hilda's College de la universitat d'Oxford.
Durant els anys seixantes, en col·laboració amb el matemàtic americà Lawrence Payne, va publicar uns quants articles notables sobre inequacions isoperimètriques. Però la seva tasca més fonamental va ser la participació en la direcció pedagògica del College i de la universitat en conjunt.
Després de jubilar-se, es va inclinar cap a la història i va publicar un llibre sobre la història del St. Hilda's College (1993).